# Senioren-Europameisterschaft (Badminton)
Senioren-Europameisterschaften im Badminton werden seit 1995 ausgetragen. Sie fanden zuerst für die Altersklassen O40, O45 und O50 statt. Bei der zweiten Austragung 1997 kam die Altersklasse O55 dazu, 2001 dann die O60. 2006 wurden erstmals Titelkämpfe in der O35 ausgetragen, 2012 erstmals der O65 und der O70. 2018 folgte die erste Disziplin der O75.

## Die Austragungsorte
- 1995 Hillerød (Dänemark) (11. bis 14. Mai 1995)
- 1997 Gateshead (England) (27. bis 30. März 1997)
- 1999 Innsbruck (AUS) (1. bis 4. April 1999)
- 2001 Sofia (BUL) (16. bis 20. Mai 2001)
- 2002 Radebeul (GER) (22. bis 26. Mai 2002)
- 2004 Almuñécar (ESP) (21. bis 26. September 2004)
- 2006 Amersfoort (NED) (16. bis 21. Mai 2006)
- 2008 Punta Umbría (Spanien) (29. September bis 4. Oktober 2008)
- 2010 Dundalk (Irland) (27. September bis 2. Oktober 2010)
- 2012 Sofia (Bulgarien) (17. bis 22. September 2012)
- 2014 Caldas da Rainha (Portugal) (21. bis 28. September 2014)
- 2016 Podčetrtek (Slowenien) (18. bis 24. September 2016)
- 2018 Guadalajara (Spanien) (24. bis 30. September 2018)
- 2022 Ljubljana (Slowenien) (7. bis 13. August 2022)
- 2024 Heusden-Zolder (Belgien) (25. bis 31. August 2024)
- 2026 Spanien
- 2028 Spanien

## Die Sieger und Platzierten

### Senioren 35+
| Jahr | Herreneinzel         | Dameneinzel       | Herrendoppel                            | Damendoppel                        | Mixed                                |
| ---- | -------------------- | ----------------- | --------------------------------------- | ---------------------------------- | ------------------------------------ |
| 2006 | Pawel Uwarow         | Christine Skropke | Rémy Matthey de l’Etang Pawel Uwarow    | Lorraine Cole Tracy Dineen         | Thomas Knaack Heike Voigt            |
| 2008 | Mario Carulla        | Cornelia Ern      | Stefan Edvardsson Joacim Fellenius      | Nicola Smith Hayley Vincent        | Joacim Fellenius Jeanette Kuhl       |
| 2010 | Vladislav Druzchenko | Pernille Strøm    | Vladislav Druzchenko Oleksandr Okhotnyy | Michaela Hukriede Stephanie Ruberg | Nitin Panesar Sarah Panesar          |
| 2012 | Thorsten Hukriede    | Rita Yuan Gao     | Konstantin Dubs Thorsten Hukriede       | Julie Bradbury Vlada Chernyavskaya | Thorsten Hukriede Claudia Vogelgsang |
| 2014 | Stanislav Pukhov     | Rebecca Pantaney  | Xavier Engrand Jerome Krawczyk          | Rebecca Pantaney Lynne Swan        | Maurice Niesner Michaela Hukriede    |
| 2016 | Thomas Blondeau      | Elisa Chanteur    | Thorsten Hukriede Hendrik Westermeyer   | Natalia Golovkina Olena Shutenko   | Benjamin Wanhoff Kathrin Wanhoff     |
| 2018 | Stanislav Pukhov     | Perrine Lebuhanic | Hendrik Westermeyer Roman Zirnwald      | Jenny Kruseborn Cecilia Närfors    | Alex Marritt Rebecca Pantaney        |
| 2022 | Frederic Gaspard     | Nina Kotar        | René Nichterwitz Sebastian Nieke        | Maya Dobreva Atanaska Vernik       | Anthony Nelson Maily Turlan          |
| 2024 | Mattias Wigardt      | Elsa Danckers     | Baptiste Carême Bruno Cazau             | Stefanie Bannenberg Monja Ehlert   | Anthony Nelson Maily Turlan          |

### Senioren 40+
| Jahr | Herreneinzel     | Dameneinzel             | Herrendoppel                         | Damendoppel                                | Mixed                                      |
| ---- | ---------------- | ----------------------- | ------------------------------------ | ------------------------------------------ | ------------------------------------------ |
| 1995 | Claus Andersen   | Christine Black         | Jesper Helledie Gert Hansen          | Mette Mikkelsen Birthe Rathsach            | Lars Wengberg Anette Börjesson             |
| 1997 | Claus Andersen   | Heidi Bender            | Claus Andersen Jesper Helledie       | Mette Myhre Susanne Sørensen               | Jesper Helledie Susanne Sørensen           |
| 1999 | Claus Andersen   | Heidi Bender            | Jesper Helledie Claus Andersen       | Heidi Bender Petra Dieris-Wierichs         | Jesper Helledie Hanne Adsbøl               |
| 2001 | Kent Madsen      | Svetlana Zilberman      | Peter Higman Darrell Roebuck         | Diana Koleva Svetlana Zilberman            | Darrell Roebuck Ann Jenkins                |
| 2002 | Kent Madsen      | Svetlana Zilberman      | Nanko Chorchopov Slantchezar Tzankov | Lone Hagelskjær Knudsen Jeanette Koldsø    | Jesper Helledie Hane Adsbol                |
| 2004 | Claus Andersen   | Lone Hagelskjær Knudsen | Eric Plane Tim Hudson-Church         | Lone Hagelskjær Knudsen Jeanette Koldsø    | Morten Christensen Jeanette Koldsø         |
| 2006 | Jacek Hankiewicz | Bettina Villars         | Jerzy Dołhan Jacek Hankiewicz        | Lone Hagelskjær Knudsen Jeanette Koldsø    | Morten Christensen Jeanette Koldsø         |
| 2008 | Rajeev Bagga     | Vlada Chernyavskaya     | Rajeev Bagga Dave Wood               | Vlada Chernyavskaya Christine Skropke      | Julian Priestley Sue Crompton              |
| 2010 | Rajeev Bagga     | Dorota Grzejdak         | Jesper Hermansen Carsten Steenberg   | Petya Georgieva Dorota Grzejdak            | Nick Ponting Julie Bradbury                |
| 2012 | Carsten Loesch   | Dorota Grzejdak         | Stefan Edvardsson Joakim Nordgren    | Tracy Middleton Joanne Muggeridge          | Maciej Pieklo Barbara Kulanty              |
| 2014 | Fernando Silva   | Csilla Gondane Fórián   | Stefan Edvardsson Mikael Nilsson     | Julie Bradbury Louise Culyer               | Tamás Gebhard Csilla Gondane Fórián        |
| 2016 | Fabrice Bernabé  | Georgy van Soerland     | Daniel Plant Nick Ponting            | Esther Fleurbaay Georgy van Soerland       | Vadim Nazarov Olga Kuznetsova              |
| 2018 | Oliver Colin     | Georgy van Soerland     | Tihomir Kirov Plamen Mihalev         | Esther Fleurbaay Georgy van Soerland       | Stanislav Pukhov Maria Kurochkina          |
| 2022 | Alex Marritt     | Joanna Dix              | Julien Fuchs Eric Wasylyk            | Beke Recht Jessica Willems                 | Jim Ronny Andersen Helene Abusdal          |
| 2024 | Eric Pang        | Telma Santos            | Jan Fröhlich Kai Waldenberger        | Drífa Harðardóttir Gry Uhrenholt Hermansen | Robert Ciobotaru Florentina Constantinescu |

### Senioren 45+
| Jahr | Herreneinzel      | Dameneinzel             | Herrendoppel                        | Damendoppel                             | Mixed                              |
| ---- | ----------------- | ----------------------- | ----------------------------------- | --------------------------------------- | ---------------------------------- |
| 1995 | Michael Schnaase  | Ludmila Ukk             | Horst Lösche Michael Schnaase       | Jette Boyer Helle Guldborg              | Henrik Andersen Jette Boyer        |
| 1997 | Brian Wallwork    | Lis Rathsach            | Morten Fredslund Henrik Gundtoft    | Anne Marie Bagger Lis Rathsach          | Morten Fredslund Anne Marie Bagger |
| 1999 | Søren Mohlin      | Christine Crossley      | nicht ausgetragen                   | Lis Rathsach Anne Marie Bagger          | Peter Emptage Pamela Dallow        |
| 2001 | Tariq Farooq      | Christine Black         | Dan Travers Leon Douglas            | Jenny Cox Christine Crossley            | Dan Travers Christine Black        |
| 2002 | Yury Smirnov      | Christine Black         | Dan Travers Leon Douglas            | Reggie Baker Pamela Dallow              | Peter Emptage Pamela Dallow        |
| 2004 | Vladimir Koloskov | Svetlana Zilberman      | Kim Busted Per Mikkelsen            | Heidi Bender Christine Black            | Dan Travers Christine Black        |
| 2006 | Yury Smirnov      | Svetlana Zilberman      | Tim Hudson-Church Eric Plane        | Svetlana Zilberman Diana Koleva         | Jesper Helledie Hanne Adsbøl       |
| 2008 | Martin Quist      | Lone Hagelskjær Knudsen | Morten Christensen Martin Quist     | Heidi Bender Petra Dieris-Wierichs      | Morten Christensen Jeanette Koldsø |
| 2010 | Michael Watt      | Jeannette van der Werff | Steve Parry Norman Wheatley         | Lone Hagelskjær Knudsen Jeanette Koldsø | Morten Christensen Jeanette Koldsø |
| 2012 | Heikki Väisänen   | Vlada Chernyavskaya     | Jon Austin Mark Golds               | Sue Crompton Viv Gillard                | Mark Golds Debbie Miller           |
| 2014 | Tamás Gebhard     | Vlada Chernyavskaya     | Rajeev Bagga Mark Golds             | Elizabeth Austin Caroline Hale          | Nick Ponting Julie Bradbury        |
| 2016 | Jyri Aalto        | Gitte Sommer            | Milan Duvsund Anders Fischer        | Dorota Grzejdak Barbara Kulanty         | Jakob Østergaard Lene Struwe       |
| 2018 | Carsten Loesch    | Olga Kuznetsova         | Mikael Nilsson Joakim Nordgren      | Natalia Gonchar Olga Kuznetsova         | Carsten Loesch Dorte Steenberg     |
| 2022 | Thorsten Hukriede | Rebecca Pantaney        | Marc Hannes Thorsten Hukriede       | Rebecca Pantaney Lynne Swan             | Carl Jennings Caroline Hale        |
| 2024 | Gregers Schytt    | Drífa Harðardóttir      | Oliver Colin Morten Eilby Rasmussen | Claudia Vogelgsang Katja Wengberg       | Mark Mackay Drífa Harðardóttir     |

### Senioren 50+
| Jahr | Herreneinzel        | Dameneinzel             | Herrendoppel                       | Damendoppel                        | Mixed                                     |
| ---- | ------------------- | ----------------------- | ---------------------------------- | ---------------------------------- | ----------------------------------------- |
| 1995 | Poul Erik Thomsen   | Helga Zolnhofer         | Bendt Rose Hans Henrik Svendsen    | Kirsten Jørgensen Ulla Strand      | Leif V. Hansen Ulla Strand                |
| 1997 | David Eddy          | Renate Knotzsch         | Ray Sharp Paul Whetnall            | Irene Sterlie Barbara Wadsworth    | Graham Billinghurst Wendy Arscott         |
| 1999 | Michael Schnaase    | Renate Knötzsch         | Horst Lösche Michael Schnaase      | Helle Guldborg Lene Nør            | Søren Haldager Helle Guldborg             |
| 2001 | Terje Dag Østhassel | Sue Whittaker           | Peter Emptage John Gardner         | Betty Bartlett Sue Wittaker        | John Cocker Betty Bartlett                |
| 2002 | Edgar Michalowsky   | Sue Whittaker           | John Cocker Graham Holt            | Marguerite Butt Maureen Rimmer     | Erfried Michalowsky Angela Michalowsky    |
| 2004 | Terje Dag Østhassel | Christine Crossley      | Henrik Fahrenholz Jeppe Jepsen     | Lis Garhoj Helle Guldborg          | Erfried Michalowsky Angela Michalowsky    |
| 2006 | Claus Andersen      | Christine Crossley      | Jesper Helledie Claus Andersen     | Christine Black Christine Crossley | Bill Hamblett Reggie Baker                |
| 2008 | Yury Smirnov        | Heidi Bender            | Claus Andersen Jesper Helledie     | Christine Black Marjan Ridder      | Rob Ridder Marjan Ridder                  |
| 2010 | Eric Plane          | Svetlana Zilberman      | Darrell Roebuck Kim Yong           | Diana Koleva Svetlana Zilberman    | Per Nygaard Annette Vollertzen            |
| 2012 | Eric Plane          | Svetlana Zilberman      | Jan Bertram Petersen Jesper Tolman | Diana Koleva Svetlana Zilberman    | Eric Plane Debbie Rigby                   |
| 2014 | Heikki Väisänen     | Lone Hagelskjær Knudsen | Morten Christensen Martin Quist    | Sue Crompton Viv Gillard           | Morten Christensen Annette Vollertzen     |
| 2016 | Peter Moritz        | Lone Hagelskjær Knudsen | Magnus Nytell Erik Söderberg       | Cathy Bargh Kay Vickers            | Jon Austin Sue Crompton                   |
| 2018 | Magnus Nytell       | Erika Stich             | Graham Henderson Mark Topping      | Betty Blair Debbie Miller          | Rajeev Bagga Elizabeth Austin             |
| 2022 | Christophe Lionne   | Caroline Hale           | Mikael Nilsson Ulf Svensson        | Betty Blair Rachael Gilchrist      | Carsten Loesch Julie Bradbury             |
| 2024 | Fernando Silva      | Janne Vang Nielsen      | Mika Eriksson Mikko Franssila      | Majken Asmussen Dorte Steenberg    | Kristian Valther Pedersen Dorte Steenberg |

### Senioren 55+
| Jahr | Herreneinzel        | Dameneinzel        | Herrendoppel                           | Damendoppel                        | Mixed                                        |
| ---- | ------------------- | ------------------ | -------------------------------------- | ---------------------------------- | -------------------------------------------- |
| 1997 | Harry Shadwick      | Renate Buhlmann    | Lars Kure Søren Nielsen                | Brenda Andrew Beryl Goodall        | Harry Shadwick Brenda Andrew                 |
| 1999 | Günther Kreuder     | Christel Skibbe    | Heinz Gehrke Michael Oversberg         | Karin Schäfers Heidi Menacher      | Hans Schumacher Renate Gabriel               |
| 2001 | David Eddy          | Renate Knötzsch    | David Eddy Keith Hawthorne             | Kaya Garbrecht Grete Steenberg     | Hans Schumacher Renate Gabriel               |
| 2002 | Stig Eriksson       | Ludmila Ukk        | David Eddy Peter J. Wood               | Renate Knötzsch Renate Gabriel     | Cyril Martin Christine Richardsen            |
| 2004 | Otto Sautter        | Kathryn Gärtner    | Graham Billinghurst Peter J. Wood      | Ewa Carlander Kathryn Gärtner      | Graham Billinghurst Wendy Arscott            |
| 2006 | Terje Dag Østhassel | Jessy Havelaar     | Erfried Michalowsky Edgar Michalowsky  | Janet Fletcher Susan Ely           | Tony Evans Maureen Rimmer                    |
| 2008 | Brian Wallwork      | Angela Michalowsky | Henrik Fahrenholz Jeppe Jepsen         | Betty Bartlett Pauline Davis       | Brian Wallwork Betty Bartlett                |
| 2010 | Vladimir Koloskov   | Christine Black    | Jeppe Jepsen Per Mikkelsen             | Christine Black Christine Crossley | Jesper Helledie Christine Black              |
| 2012 | Dan Travers         | Christine Crossley | Jesper Helledie Dan Travers            | nicht ausgetragen                  | Ian Purton Christine Crossley                |
| 2014 | Per Juul            | Heidi Bender       | Jesper Helledie Dan Travers            | Hanne Adsbøl Heidi Bender          | Dan Travers Christine Black                  |
| 2016 | Per Juul Ulrich     | Svetlana Zilberman | Dave Gribble Gene Austin Joyner        | Heidi Bender Annette Vollertzen    | Dan Travers Christine Black                  |
| 2018 | Geir Storvik        | Svetlana Zilberman | Morten Christensen Martin Qvist Olesen | Heidi Bender Svetlana Zilberman    | Jan Bertram Petersen Jeannette van der Werff |
| 2022 | Geir Olve Storvik   | Betty Blair        | Henrik Madsen Geir Olve Storvik        | Tanja Eberl Elke Nijsse-Drews      | Jan-Eric Antonsson Hanne Bertelsen           |
| 2024 | Stefan Grahn        | Caroline Hale      | Rajeev Bagga Henrik Lykke              | Jane Ashfold Sara Foster           | Rajeev Bagga Elizabeth Austin                |

### Senioren 60+
| Jahr | Herreneinzel            | Dameneinzel              | Herrendoppel                     | Damendoppel                        | Mixed                                        |
| ---- | ----------------------- | ------------------------ | -------------------------------- | ---------------------------------- | -------------------------------------------- |
| 2001 | Harry Shadwick          | Heidi Menacher           | Michael Coley Harry Shadwick     | nicht ausgetragen                  | Colin Abbott Barbara Henley                  |
| 2002 | Siegfried Dutschke      | Heidi Menacher           | Leif V. Hansen Lars Kure         | nicht ausgetragen                  | Colin Abbott Barbara Henley                  |
| 2004 | Leif V. Hansen          | Renate Knötzsch          | Leif V. Hansen Søren Nielsen     | Brenda Andrew Beryl Goodall        | Leif V. Hansen Elvi Høyer-Larsen             |
| 2006 | John Kirkebye           | Renate Gabriel           | Harry Shadwick Michael Coley     | Renate Gabriel Renate Knötzsch     | Harry Shadwick Brenda Andrew                 |
| 2008 | Per Dabelsteen          | Renate Knötzsch          | Per Dabelsteen John Kirkebye     | Kaya Garbrecht Grete Steenberg     | Jim Garrett Rena Jones                       |
| 2010 | Per Dabelsteen          | Jessy Havelaar           | Ray Sharp Brian Wright           | Susan Ely Pam Firth                | Brian Wright Susan Ely                       |
| 2012 | Per Dabelsteen          | Pauline Davis            | William Hamblett Graham Holt     | Eileen Carley Susan Ely            | Robert J. Bell Janet Fletcher                |
| 2014 | Graham Michael Robinson | Christine Crossley       | William Hamblett Graham Holt     | Betty Bartlett Brenda Creasey      | Rob Ridder Marjan Ridder                     |
| 2016 | Uun Santosa             | Christine Crossley       | Rob Ridder Uun Santosa           | Christine Black Marjan Ridder      | Rob Ridder Marjan Ridder                     |
| 2018 | Yury Smirnov            | Heidi Bender             | John Molyneux Ian Purton         | Christine Black Marjan Ridder      | Dan Travers Christine Black                  |
| 2022 | Jan-Eric Antonsson      | Cathy Bargh              | Ross Gladwin Michael Nevett      | Maria Brzeznicka Ewa Golanska      | Birger Steenberg Lone Hagelskjær Knudsen     |
| 2024 | Jan-Eric Antonsson      | Lone Hagelskjaer Knudsen | Jan-Eric Antonsson Magnus Nytell | Elizabeth MacTaggart Maureen Oskam | Jan Bertram Petersen Jeannette van der Werff |

### Senioren 65+
| Jahr | Herreneinzel            | Dameneinzel        | Herrendoppel                 | Damendoppel                        | Mixed                                  |
| ---- | ----------------------- | ------------------ | ---------------------------- | ---------------------------------- | -------------------------------------- |
| 2008 | Harry Shadwick          | Beryl Goodall      | Mike Coley Harry Shadwick    | Brenda Andrew Beryl Goodall        | Harry Shadwick Brenda Andrew           |
| 2010 | Harry Shadwick          | Renate Gabriel     | Michael Coley Harry Shadwick | Kaya Garbrecht Grete Steenberg     | Harry Shadwick Brenda Andrew           |
| 2012 | Gregor Bartmann         | Ludmila Ukk        | David Eddy David Hutchinson  | Renate Gabriel Renate Knötzsch     | Harry Shadwick Brenda Andrew           |
| 2014 | Per Dabelsteen          | Ludmila Ukk        | Knud Danielsen Torben Hansen | Svetlana Smirnova Ludmila Ukk      | Jim Garrett Sue Awcock                 |
| 2016 | Per Dabelsteen          | Christa Zeiß       | Knud Danielsen Torben Hansen | Christine Krüll Christa Zeiß       | Christian Hansen Gitte Attle Rasmussen |
| 2018 | Graham Michael Robinson | Betty Bartlett     | William Hamblett Graham Holt | Betty Bartlett Eileen Carley       | Peter Emptage Betty Bartlett           |
| 2022 | Dan Travers             | Christine Crossley | Rob Ridder Dan Travers       | Christine Black Marjan Ridder      | Dan Travers Christine Black            |
| 2024 | Dan Travers             | Heidi Bender       | Jesper Helledie Dan Travers  | Birte Bach Steffensen Heidi Bender | Dan Travers Christine Black            |

### Senioren 70+
| Jahr | Herreneinzel          | Dameneinzel        | Herrendoppel                 | Damendoppel                     | Mixed                        |
| ---- | --------------------- | ------------------ | ---------------------------- | ------------------------------- | ---------------------------- |
| 2012 | Hans Schumacher       | nicht ausgetragen  | Michael Coley Harry Shadwick | nicht ausgetragen               | nicht ausgetragen            |
| 2014 | Paweł Gasz            | Renate Gabriel     | Peter Gerth Dietmar Unser    | Renate Gabriel Christel Klaar   | Dietmar Unser Christel Klaar |
| 2016 | Jim Garrett           | Renate Gabriel     | Jim Garrett Ray Sharp        | Victoria Betts Joanna Elson     | Roger Baldwin Victoria Betts |
| 2018 | Per Dabelsteen        | Renate Gabriel     | Knud Danielsen Torben Hansen | Victoria Betts Thea Gyldenøhr   | Per Dabelsteen Irene Sterlie |
| 2022 | Stefan Ohrås          | Betty Bartlett     | Peter Emptage Graham Holt    | Cathy Alexander Christine Krüll | Peter Emptage Betty Bartlett |
| 2024 | Bo Christer Bertilson | Christine Crossley | Peter Emptage Graham Holt    | Betty Bartlett Brenda Creasey   | Rob Ridder Marjan Ridder     |

### Senioren 75+
| Jahr | Herreneinzel       | Dameneinzel       | Herrendoppel                  | Damendoppel            | Mixed                          |
| ---- | ------------------ | ----------------- | ----------------------------- | ---------------------- | ------------------------------ |
| 2018 | Paweł Gasz         | nicht ausgetragen | nicht ausgetragen             | nicht ausgetragen      | nicht ausgetragen              |
| 2022 | Pawel Gasz         | nicht ausgetragen | Roger Baldwin Kenneth Tantum  | nicht ausgetragen      | Ian Brothers Jan Hewett        |
| 2024 | Carl-Johan Nybergh | Nelly Halsberghe  | Carl-Johan Nybergh Ad Verhoof | Sue Awcock Sylvia Gill | Michael John Cox Linda Coombes |

### Senioren 80+
| Jahr | Herreneinzel | Dameneinzel       | Herrendoppel               | Damendoppel       | Mixed             |
| ---- | ------------ | ----------------- | -------------------------- | ----------------- | ----------------- |
| 2024 | Pawel Gasz   | nicht ausgetragen | Gerd Pflug Hans Schumacher | nicht ausgetragen | nicht ausgetragen |